# Ueda

Ueda (上田市 Ueda-shi?) este un municipiu din Japonia, prefectura Nagano.